# 11-я гвардейская армия военно-воздушных сил и противовоздушной обороны
11-я гвардейская Краснознамённая армия ВВС и ПВО (сокр. 11 А ВВС и ПВО) — оперативное объединение Воздушно-космических сил Российской Федерации в составе Восточного военного округа.

## История

Шеврон

14 февраля 1941 г. в целях усиления противовоздушной обороны дальневосточных рубежей, воинские части и соединения, дислоцирующиеся на Дальнем Востоке, объединены в Дальневосточную зону ПВО со штабом в городе Хабаровске.
В августе 1942 г. на Дальнем Востоке формируются 9-я, 10-я и 11-я воздушные армии. В феврале-марте 1945 г. создаются три армии ПВО — Забайкальская, Приамурская, Приморская.
С 9 августа по 2 сентября 1945 г. личный состав объединений участвует в боевых действиях по разгрому империалистической Японии.
1 июня 1957 г. формируется 1-я Особая Дальневосточная воздушная армия (ОДВА), а в марте 1960 г. — 11-я отдельной армии противовоздушной обороны (ОА ПВО).
30 апреля 1975 г. 11 ОА ПВО и 1-я ОДВА Указом Президиума Верховного Совета СССР награждены орденом Красного Знамени.
1 июня 1998 г. 1-я ОДВА и 11-й ОА ПВО объединены и образована 11-я армии ВВС и ПВО. 1 марта 2009 г. 11-я армия ВВС и ПВО переименована в 3-е Командование ВВС и ПВО. С 1 августа 2018 года вновь носит наименование 11-я армия ВВС и ПВО.
За 2009 и 2010 гг. подготовлено 8 лётчиков-снайперов, 34 лётчика 1-го класса, 71 лётчик 2-го класса, 80 лётчиков 3-го класса.
615 военнослужащие объединения принимали участие в контртеррористической операции на территории Северного Кавказа, 73 из них награждены государственными орденами и медалями.
С начала Военной операции России в Сирии в сентябре 2015 года, военнослужащие объединения принимают участие в данной операции в составе Авиационной группы ВКС России. Многие награждены государственными орденами и медалями. В августе 2019 года, на территории штаба армии в Хабаровске открыт бюст Герою России Роману Филипову, погибшему в Сирии.
В составе армии авиационные и зенитные ракетные соединения и воинские части, дислоцированные на территории Дальнего Востока и Восточной Сибири. В зоне объединения воздушное пространство над 11 субъектами Российской Федерации.
18 сентября 2024 года Указом президента Российской Федерации № 805 армии присвоено почётное наименование «гвардейская» за массовый героизм и отвагу, стойкость и мужество проявленные личным составом армии в боевых действиях по защите Отечества и государственных интересов в условиях вооружённых конфликтов.

## История организационного строительства
- Дальневосточная зона ПВО
- Приамурская армия ПВО (с 01.04.1945);
- Дальневосточная армия ПВО (с 29.10.1945)[6];
- Амурская армия ПВО (с 01.06.1954)[7];
- Отдельная Дальневосточная армия ПВО (с 01.12.1956)[7];
- 11-я отдельная армия ПВО (с 24.03.1960)[8];
- 11-я отдельная Краснознамённая армия ПВО (с 30.04.1975)[9];
- войсковая часть 64603

В составе ВС Российской Федерации:
- 11-я отдельная Краснознамённая армия ПВО;
- 11-я Краснознамённая армия ВВС и ПВО (с 01.07.1998)[10];
- 3-е Краснознамённое командование ВВС и ПВО (с 01.03.2009)[10];
- 11-я Краснознамённая армия ВВС и ПВО (с 01.08.2015);
- войсковая часть 10253

## Состав
- Управление (Хабаровский край, Хабаровский р-он, г. Хабаровск)
- 25-я Краснознамённая Комсомольская дивизия ПВО (Хабаровский край, Комсомольский р-он, г. Комсомольск-на-Амуре);
  - 1529-й гвардейский зенитный ракетный полк, в/ч 16802 (Хабаровский край, Хабаровский р-он, с. Князе-Волконское: управление, АКП, 3 дивизиона (24 ед.) ПУ С-300ПС.
  - 1530-й зенитный ракетный полк, в/ч 31458 (Хабаровский край, Комсомольский р-он, п. Большая Картель: управление, АКП, 3 дивизиона (24 ед.) ПУ С-400.
  - 1724-й зенитный ракетный полк, в/ч 22459 (Сахалинская обл., г. Южно-Сахалинск): 2 дивизиона С-400.
  - 39-й радиотехнический полк, в/ч 21527 (Сахалинская обл., о. Сахалин, г. Южно-Сахалинск, с. Хомутово).
  - 343-й радиотехнический полк, в/ч 30593 (Хабаровский край, Хабаровский р-он, г. Хабаровск).
- 26-я гвардейская Ясская Краснознамённая ордена Суворова дивизия ПВО, в/ч 55345 (Забайкальский край, г. Чита):
  - 1723-й зенитный ракетная полк, в/ч 26292 (Забайкальский край, г. Чита, п. Каштак): 2 дивизиона (7 ПУ ЗРС С-300ПС).
  - 342-й радиотехнический полк, в/ч 75313 (Забайкальский край, г. Чита).
- 93-я дивизия ПВО, в/ч 03103 (Приморский край, г. Владивосток):
  - 1533-й гвардейский зенитный ракетный Краснознамённый полк, в/ч 40083 (Приморский край, г. Владивосток): управление, АКП, 3 дивизиона (24 ед.) ПУ С-400, 1 дивизион (4 ед.) ПУ С-300В, 1 дивизион (6 ед.) ЗРПК 96К6 «Панцирь-С2». (3-й дивизион в мае 2018 года осваивал С-400 на полигоне Ашулук).
  - 589-й зенитный ракетный полк, в/ч 83266 (Приморский край, г. Находка): управление и АКП, 2 дивизиона (16 ед.) ПУ С-400, 1 дивизион (6 ед.) ЗРПК 96К6 «Панцирь-С1».
  - 344-й радиотехнический полк, в/ч 30986 (Приморский край, г. Артём).
- 303-я смешанная авиационная Смоленская Краснознамённая ордена Суворова дивизия (Хабаровский край, Комсомольский р-он, п. Хурба, аэр. Хурба):
  - 22-й гвардейский истребительный авиационный полк[11], в/ч 77994 (Приморский край, г. Артём, аэр. Центральная Угловая).
техника: 12 ед. Су-35C (12, 15, 16, 17, 18, 19, 20, 21, 23, 24, 25, 26), 2 ед. Су-30СМ (50, 51), 4 ед. Су-30М2 (40, 41, 42, 43), 4 ед. Су-27СМ (11, 12, 25, 30),
 24 ед. МиГ-31 БСМ (56, 57, 58, 59, 60, 61, 62, 63, 64, 65, 66, 67, 68, 69, 80, 81, 82, 83, 94, 95, 96, 07, 98, 99),
  - 23-й гвардейский истребительный авиационный Таллинский полк, в/ч 77984 (Хабаровский край, Комсомольский р-он, г. Комсомольск-на-Амуре, аэр. Дземги).
техника: 24 ед. Су-35C (01, 02, 03, 04, 05, 06, 07, 08, 09, 10, 11, 12, 21, 22, 23, 24, 25, 26, 27, 28, 29, 31, 32, 34), 4 ед. Су-30СМ (14, 15, 16, 17), 2 ед. Су-30М2 (20, 30)
    - авиационная комендатура 23-го ИАП, в/ч 77984-2 (Сахалинская область, о. Сахалин, г. Долинск, аэр. Сокол).

  - 277-й гвардейский бомбардировочный авиационный Млавский Краснознамённый полк[12], в/ч 77983 (Хабаровский край, Комсомольский р-он, с. Хурба, аэр. Хурба).
техника: 26 ед. Су-34 (01, 02, 03, 04, 05, 06, 07, 09, 10, 11, 12, 14, 20, 21, 22, 23, 24, 25, 27, 29, 30, 31, 32, 33, 35, 36).
  - 18-й гвардейский штурмовой Краснознамённый авиационный полк, в/ч 78018 (Приморский край, Черниговский р-он, п. Черниговка, аэр. Черниговка).
техника: 24 ед. Су-25СМ (01, 02, 03, 04, 05, 06, 07, 09, 10, 11, 12, 14, 50, 51, 52, 53, 54, 55, 56, 57, 58, 59, 60, 61), 6 ед. Су-25УБ (91,92,93,94,95,96)
    - авиационная комендатура 18-го авиаполка, в/ч 78018-2 (Приморский край, Уссурийский р-он, п. Воздвиженка, аэр. Воздвиженка).
- 120-й отдельный гвардейский истребительный авиационный полк, в/ч 63559 (Забайкальский край, Читинский район, п. Домна, аэр. Домна).
техника: 24 ед. Су-30СМ (01, 02, 03, 04, 05, 06, 07, 10, 14, 15, 16, 17, 18, 19, 20, 24, 25, 21, 23, 26, 27, 28, 29, 31)
- 266-й отдельный штурмовой Краснознаменный авиационный полк имени Монгольской Народной Республики (Забайкальский край, Оловяннинский р-он, п. Степь, аэр. Степь).
техника: 24 ед. Су-25 (03, 04, 05, 06, 07, 08, 09, 10, 12, 14, 15, 16, 23, 24, 25, 28, 29, 30, 31, 32, 57, 59, 62, 81), 6 ед. Су-25УБ (51,52,53,71,72,74)
- 799-я отдельная разведывательная авиационная эскадрилья, в/ч 78019 (Приморский край, Яковлевский р-он, с. Варфоломеевка, аэр. Варфоломеевка).
техника: 12 ед. Су-24МР (03, 04, 07, 18, 22, 24, 29, 32, 34, 35, 36, 42).
- 35-й отдельный транспортный смешанный авиационный полк в/ч 35471 (Хабаровский край, Хабаровский р-он, г. Хабаровск, аэр. Хабаровск-Центральный).
техника: 8 ед. Ан-12 (02, 06, 07, 09, 14, 15 ,16, 17), 7 ед. Ан-26 (22, 24, 25, 26, 27, 28, 29), 2 ед. Ту-134, 1 ед. Ту-154, 1 ед. Ил-20М
  - смешанная авиационная эскадрилья 35-й отсап в/ч 35471-2 (Камчатский край, полуостров Камчатка, Усть-Камчатский р-он, п. Ключи). Ранее 329-й осаэ войска РВСН, передан в ВВС в 2011 г.
техника: 2 ед. Ан-12 (04 «Спасатель челюскинцев лётчик Светогоров»,без борт), 5 ед. Ан-26 (02, 06, 08, 10, 12), 4 ед. Ми-8АМТШ-ВА (72, 75, 76, 78)
- 18-я гвардейская бригада армейской авиации, в/ч 42838 (Хабаровский край, Хабаровский р-он, г. Хабаровск, аэр. Хабаровск-Центральный): 18 ед. Ка-52, 22 ед. Ми-8АМТШ, 6 ед. Ми-26. Сформирована 1 декабря 2016 года на основе 573-й авиационной базы армейской авиации (2 разряда).
  - отдельный вертолётный отряд 18 Бр АА, в/ч 42838-2 (Сахалинская область, о. Итуруп, п. Буревестник, аэр. Буревестник): 4 ед. Ми-8АМТШ. в начале 2017 г планировалось увеличение летного состава втрое. С 2018 года военная авиация будет использовать оба аэродрома острова — «Буревестник» и «Ясный».
- 112-й отдельный вертолётный полк (на основе 439-й авиационной базы армейской авиации), в/ч 78081 (Забайкальский край, Читинский р-он, г. Чита, аэр. Черемушки): 20 ед. Ми-24П, 32 ед. Ми-8АМТШ. Планировалось, перевооружение полка Ми-28НМ в 2020—2021 гг. Одновременно с этим, будут созданы 2 эскадрильи транспортно-боевых вертолётов Ми-8АМТШ.
- 319-й отдельный вертолётный полк, в/ч 13984 (Черниговка, аэр. Черниговка): 22 ед. Ка-52, 20 ед. Ми-8АМТШ. (сформирован на основе 575-й авиационной базы армейской авиации (2 разряда))

## Командующие
- генерал-лейтенант Урузмаг Созрыкоевич Огоев (07.1998 — 2000);
- генерал-лейтенант авиации Ноговицын Анатолий Алексеевич (2000—2002);
- генерал-лейтенант авиации Садофьев Игорь Васильевич (2002 — 05.2007);
- генерал-лейтенант Иванов Валерий Михайлович (05.2007 — 2010);
- генерал-майор Дронов Сергей Владимирович (2010—2013);
- генерал-лейтенант Татаренко, Александр Юрьевич (2013 — 12.2015);
- генерал-лейтенант Тучков, Евгений Николаевич[13][14] (01.2016 — 07.2017)
- генерал-майор Афзалов, Виктор Мусавирович (07.2017 — 07.2018)[15]
- генерал-лейтенант Кравченко, Владимир Викторович (08.2018 — 09.2023)[16]
- генерал-майор Тихонов, Владимир Владимирович  (09.2023 — н. в.)

## Размещение штаба
Штаб дислоцируется: ул. Ленина, д. 30, г. Хабаровск, Хабаровский край, 680030